# Varnöfladen
Varnöfladen este o arie protejată (arie specială de conservare — SAC, sit de importanță comunitară — SCI) din Suedia întinsă pe o suprafață de 257,9 ha, integral pe uscat.

## Localizare
Centrul sitului Varnöfladen este situat la coordonatele 59°00′30″N 18°23′57″E / 59.0083°N 18.3992°E.

## Înființare
Situl Varnöfladen a fost declarat sit de importanță comunitară în iunie 2001 pentru a proteja 1 specie de animale. Situl a fost protejat și ca arie specială de conservare în martie 2011.

## Biodiversitate
Situată în ecoregiunile boreală și marină baltică, aria protejată conține 5 habitate naturale: Pășuni de coastă din Baltica boreală, Recifuri, Alvar nordic și șisturi calcaroase precambriene, Pajiști fino-scandinave uscate până la mezice, bogate în specii de altitudine mică, Pășuni din zone de pădure fino-scandinave.
La baza desemnării sitului se află o specie protejată de  nevertebrate: Vertigo angustior.